# Panhard & Levassor Type U4
Der Panhard & Levassor Type U4 ist ein frühes Pkw-Modell. Hersteller war Panhard & Levassor in Frankreich.

## Beschreibung
Die Fahrzeuge haben einen von Arthur Constantin Krebs entwickelten Ottomotor. Im Motorcode „T26S“ bzw. „T²6S“ steht das „S“ für diesen „Centaure allégé“ genannten Motor und die „6“ für die Anzahl der Zylinder.
Panhard & Levassor verwendete erstmals einen Sechszylindermotor. Der Reihenmotor hat einzeln gegossene Zylinder, 135 mm Bohrung, 140 mm Hub und 12.024 cm³ Hubraum. Er wurde auch 65 CV genannt. Die Leistung des Frontmotors wird über ein Vierganggetriebe und Ketten an die Hinterachse übertragen.
Der Radstand beträgt 362 cm.
Die Produktion lief von Juni 1908 bis Juli 1910. In den einzelnen Kalenderjahren wurden sechs, acht und ein Fahrzeug hergestellt. Zusammen sind das 15 Fahrzeuge, von denen 8 exportiert wurden.